# Țiriac Auto
ȚiriacAuto este divizia auto a grupului Țiriac Holdings și este un important importator auto din România.
Mărcile distribuite de ȚiriacAuto sunt: Mercedes-Benz, smart, Chrysler, Dodge, Jeep, Mitsubishi, Land Rover, Jaguar, Ford, Mazda și Hyundai.
Grupul deține companiile Romcar, M Car Trading, Premium Auto și Hyundai Auto România'.
Romcar distribuie marca Ford.
ȚiriacAuto, controlează 12 dealeri din București, Brașov, Cluj-Napoca, Timișoara, Iași și Oradea.
Grupul a comercializat, în anul 2006, 12.844 autovehicule Ford, 7.788 - Hyundai, 4.191 - Mercedes Benz și 1.722 - Mitsubishi.
În anul 2007, ȚiriacAuto a renunțat la 51% din compania importatoare a vehiculelor Mercedes-Benz, Smart, Chrysler, Dodge și Jeep.
În anul 2006, importatorii reuniți în Țiriac Auto controlau mai mult de 10% din piața auto românească, în anul 2008 - 15%, iar în anul 2009 au ajuns la 18%.
Cifra de afaceri în 2008: 1,2 miliarde euro